# Lenka Bartáková
Lenka Bartáková (17 de maio de 1991) é uma basquetebolista profissional checa.

## Carreira
Lenka Bartáková integrou a Seleção Checa de Basquetebol Feminino, em Londres 2012, que terminou na sétima colocação.